# Nicholas Pope
Nicholas Brandon Pope (Glasgow, 17 dicembre 1984) è un cestista francese con cittadinanza statunitense.
È il figlio di Derrick Pope e il fratello di Bryson Pope, a loro volta cestisti.